# Sacha Show

Sacha Show est une émission télévisée française de variété présentée et animée par Sacha Distel, produite par Maritie et Gilbert Carpentier, et diffusée de 1963 à 1971 par l'ORTF.
Au Québec, des épisodes de l'émission ont été diffusés les samedis soirs à partir du 7 juin 1969 à la Télévision de Radio-Canada.

## Historique
Fin novembre 1962, Sacha Distel devient animateur télé d'une nouvelle émission Guitares et copains. Début 1963, il décide de renommer cette émission en Sacha Show. 
C'est une émission « à l’américaine » qui alterne sketches et chansons. De nombreux chanteurs, comédiens, artistes comiques, tant français qu'internationaux, s'y sont produits. Jean-Pierre Cassel, Jean Yanne, Francis Blanche , Annie Girardot, Jacques Martin ou encore Pétula Clark comme Gilbert Bécaud figurent parmi les habitués de l'émission. Jean Poiret entre début 1969, parmi les invités réguliers, il est celui qui va se moquer de Sacha Distel.
Régulièrement, Sacha Show présentait des duos inédits de chansons, la plupart écrits par Serge Gainsbourg. Des chanteurs et vedettes, comme Mireille Mathieu en 1965, y font leurs débuts.

## Fiche technique
- Réalisateur : Georges Folgoas
- Studio : Buttes Chaumont à Paris

La première émission est diffusée le 30 décembre 1963 et la dernière et vingtième émission le 30 décembre 1971.